# Coenus (generaal)
Coenus (Κοῖνος) (overleden 326 v.Chr.), de zoon van Polemocrates en schoonzoon van Parmenion, was een van de bekwaamste en trouwste generaals van Alexander de Grote tijdens diens veldtocht in het oosten.

## Generaal van Alexander
In de herfst van 334 v.Chr., toen Alexander vanuit Caria de soldaten die recent getrouwd waren terug naar Macedonië stuurde om de winter door te brengen, was Coenus een van de commandanten die deze soldaten leidde. In de lente van het volgende jaar keerde Coenus terug met de Macedoniërs en sloot zich in Gordium weer aan bij Alexander.
Na de verovering van Drangiana beschuldigde ook Coenus de broer van zijn echtgenote, Philotas, van verraad wegens samenzwering tegen Alexander. Dit leidde tot de executie van Philotas en de moord op zijn schoonvader, Parmenion.
Coenus leidde een deel van Alexanders leger en onderscheidde zich op verschillende momenten. In alle grote slagen van Alexander leidde Coenus het uiterst rechtse bataljon van de infanterie in de enorme Macedonische falanx. In de Macedonische oorlogstraditie werden de beste soldaten op de rechterflank geplaatst, wat aantoont dat hij erg betrouwbaar was, zeer intelligent in het oorlogvoeren en dapper.

## Dood
Toen Alexander aankwam aan de rivier de Hyphasis was Coenus de eerste om Alexander erop te wijzen dat ze terug moesten keren en de koning volgde zijn advies. Maar korte tijd later in 326 v.Chr., toen het Macedonische leger aan de terugtocht begon, stierf Coenus aan een ziekte. Hij werd geëerd door de koning met een prachtige begrafenis. 